# Wolfgang Behringer
Wolfgang Behringer (1956) es un historiador alemán, que ha estudiados temas diversos como la historia de la brujería, el deporte o las relaciones entre el clima y la sociedad.
Es autor de obras como Witchcraft Persecutions in Bavaria: Popular Magic, Religious Zealotry and Reason of State in Early Modern Europe (Cambridge University Press, 1997), Hexen: Glaube, Verfolgung, Vermarktung (Beck, 1998), Shaman of Oberstdorf: Chonrad Stoeckhlin and the Phantoms of the Night (Virginia University Press, 1998), Kulturgeschichte des Klimas. Von der Eiszeit bis zur globalen Erwärmung (Beck, 2007) o Kurgeschichte des Sports. Vom antiken Olympia bis ins 21. Jahrhundert (Beck, 2012), entre otras.